# Nagykapornak, Zala
Nagykapornak  este un sat în districtul Zalaegerszeg, județul Zala, Ungaria, având o populație de 907 locuitori (2011). 

## Demografie
Componența etnică a satului Nagykapornak
     Maghiari (97,49%)
     Romi (1,08%)
     Germani (1,08%)
     Ucraineni (0,36%)
Componența confesională a satului Nagykapornak
     Romano-catolici (63,07%)
     Fără religie (9,59%)
     Reformați (1,87%)
     Atei (1,43%)
     Luterani (1,21%)
     Necunoscută (22,38%)
     Greco-catolici (0,44%)
Conform recensământului din 2011, satul Nagykapornak avea 907 locuitori. Din punct de vedere etnic, majoritatea locuitorilor (97,49%) erau maghiari, existând și minorități de germani (1,08%) și romi (1,08%).  Din punct de vedere confesional, majoritatea locuitorilor (63,07%) erau romano-catolici, existând și minorități de persoane fără religie (9,59%), reformați (1,87%), atei (1,43%) și luterani (1,21%). Pentru 22,38% din locuitori nu este cunoscută apartenența confesională.